# Raión de Pustomyty
Pustómyty (en ucraniano: Пустомитівський район) fue un raión o distrito de Ucrania en el óblast de Leópolis. En la reforma territorial de 2020, su territorio fue incluido en el raión de Leópolis.
Comprendía una superficie de 953 km².
La capital era la ciudad de Pustómyty.

## Demografía
Según estimación 2010 contaba con una población total de 112009 habitantes.

## Otros datos
El código KOATUU es 4623600000. El código postal 81100 y el prefijo telefónico +380 3230.